# Grupo Autonomista Galego
El Grupo Autonomista Galego (GAG, Grupo Autonomista Gallego) fue un partido político galleguista fundado en 1930 en Vigo. Sus dirigentes eran Valentín Paz Andrade y Manuel Gómez Román.
Tuvo una participación destacada en la celebración del primer Día de Galicia tras la Dictadura de Primo de Rivera, que se celebró en Vigo el 25 de julio de 1930. Junto con otros grupos galleguistas de la provincia de Pontevedra organizó entre 1930 y 1931 una campaña de propaganda galleguista por las zonas rurales, en la que contó como orador principal con Castelao. Tras la proclamación de la II República y la convocatoria de elecciones a Cortes Constituyentes en 1931, el GAG apoyó las candidaturas de Castelao, Valentín Paz Andrade y Ramón Cabanillas.
El GAG fue uno de los partidos que participó en la Asamblea Nacionalista celebrada los días 5 y 6 de diciembre de 1931 cuyo fruto fue la constitución del Partido Galeguista, en el que integró el GAG.
- Datos: Q3397730